# Museum Quintana
Das Museum Quintana (vollständiger Name Museum Quintana – Archäologie in Künzing) ist ein archäologisches Museum in der niederbayerischen Gemeinde Künzing im Landkreis Deggendorf. Das Museum ist ein Partnermuseum der Archäologischen Staatssammlung in München und Mitglied im Museumsnetzwerk Welterbe Donaulimes Erleben. Das Museum wird getragen von der Gemeinde Künzing.

## Geschichte des Museums
Die Anfänge des Museums gehen wesentlich auf die Bemühungen des damaligen Ortsheimatpflegers Werner Friedenberger zurück, der für den Bau eines Archäologiemuseums zur Bewahrung der zahlreichen archäologischen Funde aus dem Gemeindegebiet von Künzing war.
Nachdem der Bau eines solchen Museums im Jahr 1990 durch den Gemeinderat beschlossen wurde, gründete Friedenberger am 20. Oktober 1990 den Museumsverein Künzing, der sich um die Realisierung des Museumsprojekts bemühte. Der Grundstein für den Neubau eines Museums- und Rathausgebäudes mit einer Ausstellungsfläche von ca. 700 m² wurde am 29. Oktober 1999 in der Ortsmitte von Künzing auf dem ehemaligen Gelände der OGV Obst- und Gemüsevermarktung Künzing gelegt.
Das Museum Quintana wurde schließlich am 20. Juli 2001 nach langjährigen Bemühungen im Beisein des Altbundespräsidenten Roman Herzog eingeweiht. Der Name des Museums leitet sich vom römischen Namen des Ortes Künzing (lat. Quintana, Quintianis, Quintanis) ab.

### Leitung
Von der Eröffnung des Museums bis Ende 2018 wurde das Museum von der Klassischen Archäologin Eva Bayer-Niemeier geleitet. Seit 2019 wird das Museum von dem Archäologen Roman Weindl geführt.

## Abteilungen des Museums
Schwerpunkt der Ausstellung ist die Geschichte Ostbayerns am Beispiel der Gemeinde Künzing, einem der ältesten Orte Bayerns. Ausgestellt werden archäologische Funde und Entdeckungen von der Jungsteinzeit im 6./5. Jahrtausend v. Chr. bis in das Frühmittelalter.

### Jungsteinzeit
Die erste Abteilung im Untergeschoss des Museums widmet sich der Jungsteinzeit. Behandelt wird die Zeit der frühen Ackerbauern bis zum Ende des Neolithikums. Im Zentrum der Abteilung stehen die Kreisgrabenanlage von Künzing-Unternberg  und der Neufund von 2015 der „Toten von Niederpöring“. Dabei handelt es sich um eine jungsteinzeitliche Frauenbestattung aus der Gemeinde Oberpöring mit einem Kopfschmuck aus Gehäusen der Donau-Kahnschnecke. Das Gesicht der um 5.000 v. Chr. verstorbenen Frau wurde für die Ausstellung in einem Forschungsprojekt rekonstruiert.

### Metallzeiten
Eine zweite Abteilung im Untergeschoss zeigt Funde aus der Bronze- und Eisenzeit. Den Schwerpunkt bilden hier die Funde aus dem urnenfelder- und hallstattzeitlichem Gräberfeld von Künzing, einem der größten Friedhöfe der Urnenfelderzeit in Bayern.

### Römische Kaiserzeit

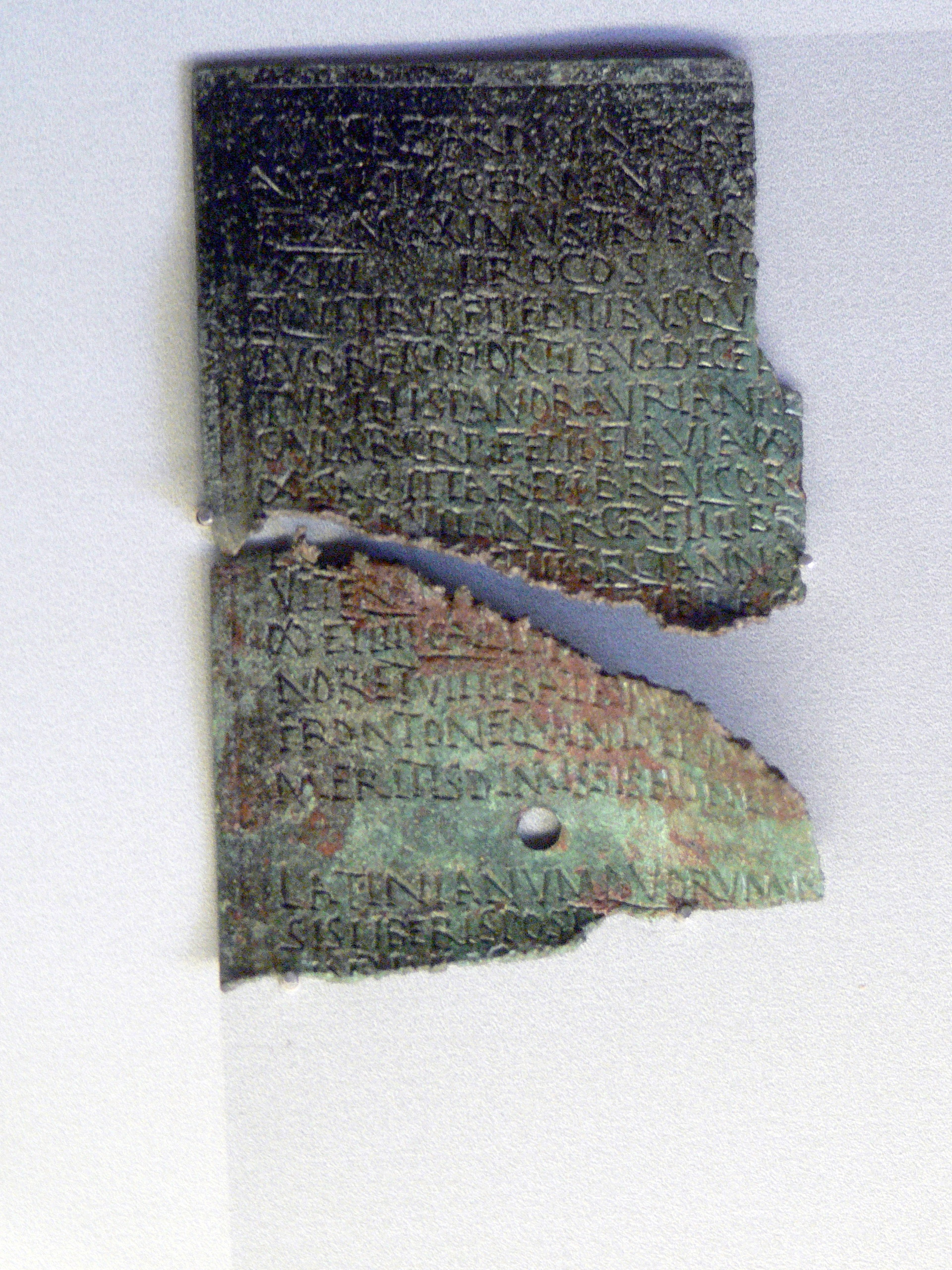
Militärdiplom

Die Abteilung zur römischen Kaiserzeit im ersten Obergeschoss des Museums widmet sich dem mittelkaiserzeitlichen Kastell von Künzing und dem Alltagsleben am Donaulimes. Gezeigt werden Funde aus dem zwischen 1956 und 1966 unter der Leitung von Hans Schönberger ausgegrabenen Auxiliarkastells Quintana und der dazugehörigen Zivilsiedlung. Teil der Ausstellung sind auch das 1998 entdeckte Mithrasheiligtum und das hölzerne Amphitheater von Künzing, dessen Überreste seit Juli 2021 zum UNESCO-Welterbe Donaulimes gehören.

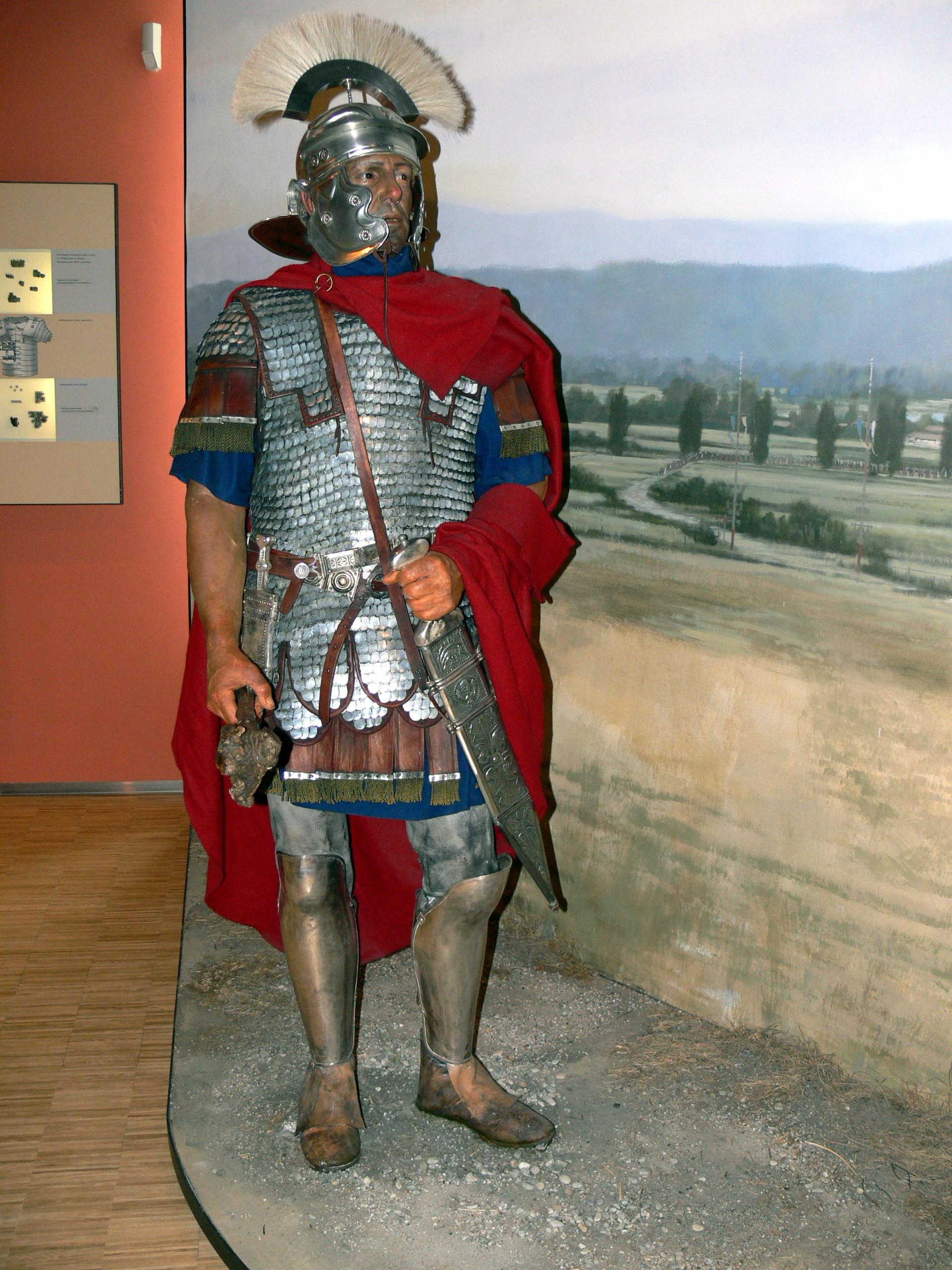
Römischer Zenturio (Foto: 2009)

### Spätantike und Frühmittelalter
Die letzte Abteilung thematisiert im Erdgeschoss des Museums das in der Notitia dignitatum und der Vita des Hl. Severin erwähnte spätantike Kastell Quintanis sowie die Epoche der Völkerwanderung und die Entstehung bajuwarischer Stämme in der Region.

### Druckgraphik
Eine eigene Abteilung im Dachgeschoss des Museums zeigt Druckgrafiken mit Darstellungen des Hl. Severin von Noricum aus dem 16. bis 19. Jahrhundert aus der Sammlung des Museumsvereins Künzing.

## Sonderausstellungen
Neben der Dauerausstellung werden im Museum Quintana jährlich wechselnde Sonderausstellungen zu kulturgeschichtlichen Themen gezeigt. Vom 31. Mai 2024 bis zum 12. Januar 2025 zeigt das Museum eine Sonderausstellung zu den Mysterienkulten am bayerischen Donaulimes.

## Belege
1. ↑  Der Verein | Museumsverein Künzing. Abgerufen am 25. Mai 2023 (deutsch).